# Pauline Schmitt-Pantel
Pauline Schmitt-Pantel (6 de noviembre de 1947) es una historiadora y helenista francesa, profesora emérita de historia griega en la Universidad de París I Panthéon-Sorbonne y miembro del equipo de investigación ANHIMA (ANthropologie et HIstoire des Mondes Anciens). Se especializó en el estudio de la historia del género, en la historia de las costumbres y de la política en las ciudades griegas así como en cuestiones de religión griega. Forma parte del comité científico de la revista Clio.

## Formación
Titular de una maestría universitaria en historia griega, Pauline Schmitt-Pantel aprobó su oposición en 1969 y enseña la historia-geografía en el liceo Simone Weil de Saint-Étienne y en el liceo Jean-Baptiste Corot de Savigny-sur-Orge.

### Carrera universitaria
Asistente de historia antigua ne la universidad París VII Jussieu en 1971, se convirtió en maestra de conferencias de 1977 hasta en 1985 (o ¿1987?). Hizo su tesis en la Universidad de Lyon II - Lumière, titulada La cité au banquet, histoire des banquets publics dans les cités grecques. De 1988 a 1997, fue profesora de historia griega en la Universidad de Picardía Julio Verne después, de 1997 a 2010, en la Universidad de París I Panthéon-Sorbonne. Se jubiló en 2010.

## Publicaciones (selección)
- La cité au banquet, histoire des repas publics dans les cités grecques, Roma París, BEFAR no 157, 1997 (1ª  ed. 1992).

- Histoire des femmes en Occident (v. I)  bajo la dirección de Georges Duby & Michelle Perrot, París, Plon, 1991.
- con Louise Ruido-Zaidman, Gabrielle Houbre y Christiane Klapisch-Zuber (ed.) Le corps des jeunes filles, de l’Antiquité à nos jours, París, Perrin, 2001.

- con Claude Orrieux, Histoire grecque, París, PUF, coll. Quadrige, 2004.

- con L. Ruido Zaidman, La religión griega, París, Armand Merluza, coll. Cursus, 2007 (4.º éd.)

- Dieux et déesses de la Grèce expliqués aux enfants, París, Umbral, coll. Explicado a, 2008.

- Aithra et Pandora. Femmes, Genre et Cité en Grèce ancienne, París, Éditions L'Harmattan, coll. «La bibliothèque du féminisme», 2009.

- con F. de Polignac; F. de Polignac, ed. (2000). Athènes et le Politique (en francés). París: Albin Michel.

- Hommes illustres. Mœurs et Politique à Athènes au ve siècle, Aubier, París, 2009.

- Une histoire personnelle des mythes grecs, París, PUF, 2015.